# Taharana albopunctata
Taharana albopunctata är en insektsart som beskrevs av Li 1991. Taharana albopunctata ingår i släktet Taharana och familjen dvärgstritar. Inga underarter finns listade i Catalogue of Life.